# Religión en Corea del Sur
La religión en Corea del Sur se caracteriza por el hecho de que la mayoría de los surcoreanos (56.9% a partir del censo nacional de 2015) no tienen una afiliación formal con una religión. Entre los que son miembros de una organización religiosa, hay un predominio del protestantismo (19.7%), el budismo (14.5%) y el catolicismo (7.9%). Un pequeño porcentaje de surcoreanos (1,0% en total) son miembros de otras religiones, incluido el budismo Won, el confucianismo, el cheondoísmo, Daesun Jinrihoe, el islam, el daejongismo, el jeungsanismo y el cristianismo ortodoxo.
El budismo fue influyente en la antigüedad y el cristianismo convenció a grandes segmentos de la población ya en el siglo XVIII y XIX, pero creció rápidamente en membresía solo a mediados del siglo XX, como parte de las profundas transformaciones que sufrió la sociedad surcoreana en los siglos XIX y XX, Las religiones chamánicas nativas (es decir, el sindo o chamanismo coreano) siguen siendo populares y podrían representar una gran parte de los no afiliados. De hecho, según una encuesta de 2012, solo el 15% de la población se declara no religiosa en el sentido de "ateísmo".
Corea entró en el siglo XX con una presencia cristiana ya arraigada y una gran mayoría de la población que practica la religión nativa (Sindo). Este último nunca ganó el alto estatus de una cultura religiosa nacional comparable con la religión tradicional de China, religión tradicional de Vietnam y el sintoísmo de Japón; esta debilidad del sindo coreano fue una de las razones que dejaron a mano abierta un temprano y profundo enraizamiento del cristianismo. La población también participó en los ritos confucianos y celebró el culto privado a los antepasados. Las religiones y filosofías organizadas pertenecían a las elites gobernantes, y el largo mecenazgo ejercido por el imperio chino llevó a estas élites a adoptar un confucianismo particularmente estricto (es decir, el confucianismo coreano). El budismo coreano, a pesar de una antigua y rica tradición, en los albores del siglo XX estaba virtualmente extinto como institución religiosa, después de 500 años de represión bajo el reino de Joseon. El cristianismo tenía antecedentes en la península de Corea ya en el siglo XVIII, cuando la escuela filosófica de Seohak apoyó la religión. Con la caída de Joseon en las últimas décadas del siglo XIX, los coreanos adoptaron en gran medida el cristianismo, ya que la monarquía misma y los intelectuales recurrieron a los modelos occidentales para modernizar el país y respaldaron el trabajo de los misioneros católicos y protestantes. Durante la ocupación japonesa en la primera mitad del siglo XX, la identificación del cristianismo con el nacionalismo coreano se reforzó aún más, ya que los japoneses intentaron fusionar el Sindo nativo con su sintoísmo estatal.
Con la división de Corea en dos estados después de 1945, el norte comunista y el sur anticomunista, la mayoría de la población cristiana coreana que había estado hasta entonces en la mitad norte de la península, huyó a Corea del Sur. Se ha estimado que los cristianos que emigraron al sur eran más de un millón. Durante la segunda mitad del siglo XX, el estado de Corea del Sur promulgó medidas para marginar aún más a la religión sindo, al mismo tiempo fortaleciendo el cristianismo y reviviendo el budismo. Según los estudiosos, los censos de Corea del Sur no cuentan a los creyentes del sindo indígena y subestiman el número de seguidores de las sectas sindo. De lo contrario, las estadísticas compiladas por la ARDA estiman que a partir de 2010, el 14.7% de los surcoreanos practica la religión étnica, el 14.2% se adhiere a nuevos movimientos y el 10.9% practica el confucianismo.
Según algunos observadores, el fuerte declive de algunas religiones (catolicismo y budismo) registrado entre los censos de 2005 y 2015 se debe al cambio de metodología de encuesta entre ambos censos. Mientras que el censo de 2005 fue un análisis de toda la población ("encuesta total") a través de hojas de datos tradicionales recopiladas por cada familia, el censo de 2015 se realizó en gran medida a través de internet y se limitó a una muestra de aproximadamente el 20 % de la población de Corea del Sur. Se ha argumentado que el censo de 2015 no tuvo en cuenta a la población rural, más budista y católica y menos familiarizada con internet, mientras que favoreció a la población protestante, más urbana y con más fácil acceso a internet. Tanto la comunidad budista como la católica criticaron los resultados del censo de 2015.

## Demografía

### Afiliación religiosa por año (1950-2015)
| Año | Budismo    | Budismo    | Catolicismo | Catolicismo | Protestantismo | Protestantismo | Otras doctrinas cristianas | Otras doctrinas cristianas | Otras religiones | Otras religiones | Sin afiliación | Sin afiliación |
| Año | Porcentaje | Personas   | Porcentaje  | Personas    | Porcentaje     | Personas       |                            |                            | Porcentaje       | Personas         | Porcentaje     | Personas       |
| --- | ---------- | ---------- | ----------- | ----------- | -------------- | -------------- | -------------------------- | -------------------------- | ---------------- | ---------------- | -------------- | -------------- |
| 1950 | —          | —          | 1%          | —           | 3%             | —              | -                          | -                          | —                | —                | —              | —              |
| 1960 | 3%         | —          | 2%          | —           | 5%             | —              | -                          | -                          | —                | —                | —              | —              |
| 1970 | 15%        | —          | 3%          | —           | 7%             | —              | -                          | -                          | —                | —                | —              | —              |
| 1985 | 20%        | 8,059,624  | 5%          | 1,865,397   | 16%            | 6,489,282      | -                          | -                          | 2%               | 788,993          | 57%            | 23,216,356     |
| 1995 | 23%        | 10,321,012 | 7%          | 2,950,730   | 20%            | 8,760,336      | -                          | -                          | 1%               | 565,746          | 49%            | 21,953,315     |
| 2005 | 23%        | 10,726,463 | 11%         | 5,146,147   | 18%            | 8,616,438      | -                          | -                          | 1%               | 481,718          | 46%            | 21,865,160     |
| 2015 | 16%        | 7,619,332  | 8%          | 3,890,311   | 20%            | 9,675,761      | -                          | -                          | 1%               | 368,270          | 56%            | 27,498,715     |
| 2019 | 22,9%      | 11 728 654 | 8,1%        | 4,400,255   | 17,3%          | 8,889,778      | 3,4%                       | 1,767,715                  | 1,9%             | 982 471          | 46,4%          | 23 764 610     |
| "—" indica que no hay datos disponibles. Otras religiones incluyen Budismo Won, Confucianismo, Cheondogyo, Daesun Jinrihoe, Daejongismo, y Jeungsanismo. |            |            |             |             |                |                |                            |                            |                  |                  |                |                |

### Afiliación religiosa por edad (2015)
| Año | Budismo | Catolicismo | Protestantismo | Otras religiones | Sin afiliación |
| --- | ------- | ----------- | -------------- | ---------------- | -------------- |
| 20-29 | 10%     | 7%          | 18%            | 1%               | 65%            |
| 30-39 | 12%     | 8%          | 19%            | 1%               | 62%            |
| 40-49 | 16%     | 7%          | 20%            | 1%               | 57%            |
| 50-59 | 22%     | 9%          | 19%            | 1%               | 49%            |
| 60-69 | 26%     | 10%         | 21%            | 1%               | 42%            |
| 70-79 | 27%     | 10%         | 21%            | 1%               | 41%            |
| 80-85 | 24%     | 10%         | 22%            | 2%               | 42%            |
| arriba de 85 | 21%     | 11%         | 23%            | 2%               | 43%            |
| Otras religiones incluyen Budismo Won, Confucianismo, Cheondogyo, Daesun Jinrihoe, Daejongismo, y Jeungsanismo. |         |             |                |                  |                |

### Afiliación religiosa por género (2015)
| Gender | Budismo | Catolicismo | Protestantismo | Otras religiones | Sin afiliación |
| --- | ------- | ----------- | -------------- | ---------------- | -------------- |
| Hombres | 14%     | 7%          | 18%            | 1%               | 61%            |
| Mujeres | 17%     | 9%          | 22%            | 1%               | 52%            |
| Otras religiones incluyen Budismo Won, Confucianismo, Cheondogyo, Daesun Jinrihoe, Daejongismo, y Jeungsanismo. |         |             |                |                  |                |

## Historia

### Historia antes de 1945
Antes de la introducción del budismo, todos los coreanos creían en una religión nativa guiada por los mu (chamanes). El budismo se introdujo desde el estado chino de Qin Anterior en 372 al estado de Goguryeo, en el norte de Corea, y se desarrolló en formas distintivas. En ese momento, la península estaba dividida en tres reinos: el ya mencionado Goguryeo en el norte, Baekje en el suroeste y Silla en el sureste. El budismo llegó a Silla solo en el siglo V, pero se convirtió en religión estatal solo en ese reino en el año 552. El budismo se hizo mucho más popular en Silla e incluso en Baekje (ambas áreas ahora forman parte de la moderna Corea del Sur). mientras que en Goguryeo la religión indígena coreana siguió siendo dominante. En el siguiente estado unificado de Goryeo (918-1392) floreció el budismo, e incluso se convirtió en una fuerza política.
El reino de Joseon (1392-1910) adoptó una versión especialmente estricta del neoconfucianismo (es decir, el confucianismo coreano) y reprimió y marginó el budismo coreano y el chamanismo coreano. Los monasterios budistas fueron destruidos, y su número disminuyó de varios cientos a solo treinta y seis; El budismo fue erradicado de la vida de las ciudades, ya que a los monjes y las monjas se les prohibió ingresar y quedaron marginados de las montañas. Estas restricciones duraron hasta el siglo XIX.
A fines del siglo XIX, el estado de Joseon sufría un colapso político y cultural. Las partes interesadas buscaban soluciones para vigorizar y transformar la nación. Fue en este período crítico que entraron en contacto con misioneros protestantes occidentales que ofrecieron una forma comprobada de utilizar las creencias religiosas y su sistema de temores para dar forma a una ciudadanía que sea obediente a los líderes religiosos y de otro tipo. Las comunidades cristianas ya existían en Joseon desde el siglo XVII, sin embargo, solo en la década de 1880 el gobierno permitió que un gran número de misioneros occidentales ingresaran al país.  Los misioneros protestantes establecieron escuelas, hospitales y agencias de publicación. La familia real apoyó el cristianismo.
Durante el periodo de la anexión de Corea al Imperio japonés (1910-1945) se fortaleció el vínculo ya formado del cristianismo con el nacionalismo coreano, ya que los japoneses intentaron imponer el sintoísmo estatal, cooptando dentro de él al sindo coreano, y los cristianos se negaron a participar en los rituales sintoístas. Al mismo tiempo, florecieron numerosos movimientos religiosos que desde el siglo XIX intentaron reformar la religión indígena coreana, especialmente el cheondoísmo.

### Historia posterior a 1945

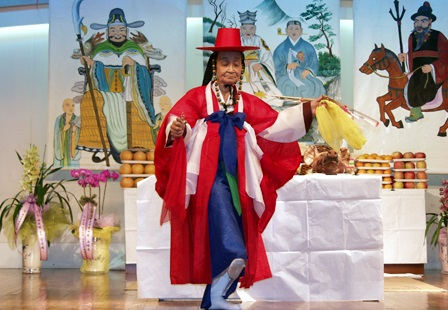
Un mudang durante un gut (ritual) para aplacar a los espíritus enojados de los muertos.

Con la división de Corea en dos estados en 1945, el norte comunista y el sur anticomunista, la mayoría de la población cristiana coreana que había estado hasta entonces en la mitad norte de la península, huyó a Corea del Sur. Los cristianos que se reasentaron en el sur eran más de un millón. Los cheondoistas, que se concentraron en el norte como cristianos, permanecieron allí después de la partición, y Corea del Sur ahora tiene no más que unos pocos miles de cheondoistas.
El llamado "movimiento para derrotar el culto de los dioses" (Misin tapa undong) promovido por los gobiernos de Corea del Sur en los años 1970 y 1980, prohibió los cultos indígenas y aniquiló a casi todos los santuarios tradicionales (sadang 사당) de la religión ancestral confuciana. Esto fue particularmente difícil bajo el gobierno de Park Chung-hee (un budista).
Esta medida, combinada con los rápidos cambios sociales del mismo período, favoreció un rápido renacimiento del budismo coreano y el crecimiento de las iglesias cristianas en una tendencia a registrarse como miembros de las religiones organizadas. El número de templos budistas aumentó de 2,306 en 1962 a 11,561 en 1997, las iglesias protestantes aumentaron de 6,785 en 1962 a 58,046 en 1997, la iglesia católica tuvo 313 iglesias en 1965 y 1,366 en 2005, el budismo Won tenía 131 templos en 1969 y 418 en 1997. De manera similar, los templos de Daesun Jinrihoe han crecido de 700 en 1983 a 1,600 en 1994. Las estadísticas de los censos muestran que la proporción de la población surcoreana autoidentificada como budista ha crecido desde 2.6 % en 1962 a 22.8% en 2005, mientras que la proporción de cristianos ha crecido de 5% en 1962 a 29.2% en 2005. Sin embargo, ambas religiones han mostrado una disminución entre los años 2005 y 2015, con el budismo disminuyendo drásticamente en influencia al 15.5% de la población, y una disminución menos significativa del cristianismo al 27.6%.

#### Ataques protestantes contra las religiones tradicionales y protesta contra las conversiones forzadas
Desde la década de 1980 y la década de 1990 hubo actos de hostilidad cometidos por los protestantes contra los budistas y los seguidores de las religiones tradicionales en Corea del Sur. Esto incluye el incendio de templos, la decapitación de estatuas de Buda y bodhisattvas, y cruces cristianas rojas pintadas en estatuas u otras propiedades budistas y de otras religiones. Algunos de estos actos incluso han sido promovidos por pastores de iglesias.
En 2018, estalló una protesta masiva en apoyo de la libertad de culto y en contra de la inacción del gobierno en programas generalizados de conversión violenta forzada llevados a cabo por iglesias cristianas bajo la guía del Consejo Cristiano de Corea (CCK), justo después de una mujer llamada Ji-In Gu, una de entre aproximadamente mil víctimas de las iglesias, fue secuestrada y asesinada mientras era forzada a convertirse. Antes de ser asesinada, Ji-In Gu se dedicó a exponer los tratamientos de conversión, y por esa razón se había convertido en un objetivo de las iglesias cristianas.

## Religiones dominantes

### Cristianismo
El cristianismo (기독교 Gidoggyo) en Corea del Sur es predominantemente protestante (개신교 Gaesingyo, "enseñanza renovada") y católico (천주교 Cheonjugyo, "religión del Señor de los Cielos", o 가톨릭교 Gatolliggyo), respectivamente con 9,6 millones y 3,8 millones de miembros a partir de el censo de 2015. También hay pequeñas comunidades de cristianos ortodoxos (정교회 Jeonggyohoe), fundada por los esfuerzos de misioneros griegos ortodoxos en el siglo XX, y mormones (모르몬교 Molmongyo).
Los misioneros católicos extranjeros no llegaron a Corea hasta 1794, una década después del regreso de Yi Sung-hun, un diplomático que fue el primer coreano bautizado en Beijing. Estableció un movimiento católico de base en Corea. Sin embargo, los escritos del misionero jesuita Matteo Ricci, que residía en la corte imperial en Beijing, ya habían sido traídos a Corea desde China en el siglo XVII. Los estudiosos del Silhak ("Aprendizaje práctico") se sintieron atraídos por las doctrinas católicas, y este fue un factor clave para la difusión de la fe católica en la década de 1790. La penetración de las ideas occidentales y el cristianismo en Corea se hizo conocida como Seohak ("Aprendizaje occidental"). Un estudio de 1801 encontró que más de la mitad de las familias que se habían convertido al catolicismo estaban vinculadas a la escuela Seohak. En gran parte porque los conversos se negaron a realizar rituales ancestrales confucianos, el gobierno de Joseon prohibió el proselitismo cristiano. Algunos católicos fueron ejecutados durante principios del siglo XIX, pero la ley restrictiva no se aplicó estrictamente.
Los misioneros protestantes ingresaron a Corea durante la década de 1880 y, junto con los sacerdotes católicos, convirtieron a un notable número de coreanos, esta vez con el apoyo del gobierno real que hizo un guiño a las fuerzas occidentalizantes en un período de profunda crisis interna (debido a la disminución de siglos) largo patrocinio de una China entonces debilitada). La falta de un sistema religioso nacional comparado con los de China y el de Japón (los coreanos Sindo nunca se desarrollaron con un alto estatus de religión institucional y cívica) dieron la mano libre a las iglesias cristianas. Los misioneros metodistas y presbiterianos tuvieron un éxito especial. Establecieron escuelas, universidades, hospitales y orfanatos y jugaron un papel importante en la modernización del país. Durante la ocupación colonial japonesa, los cristianos estaban en las primeras filas de la lucha por la independencia. Los factores que contribuyeron al crecimiento del protestantismo incluyeron el decaído estado del budismo coreano, el apoyo de la elite intelectual y el estímulo del autoapoyo y el autogobierno entre los miembros de la iglesia coreana, y finalmente la identificación del cristianismo con el nacionalismo coreano.
Un gran número de cristianos vivía en la parte norte de la península (era parte del llamado "avivamiento de Manchuria") donde la influencia confuciana no era tan fuerte como en el sur. Antes de 1948 Pionyang era un importante centro cristiano: una sexta parte de su población de unas 300,000 personas eran conversos. Tras el establecimiento del régimen comunista en el norte, se estima que más de un millón de cristianos coreanos se reubicaron en Corea del Sur para escapar de la persecución de las políticas anticristianas de Corea del Norte.
El cristianismo creció significativamente en los años setenta y ochenta. En la década de 1990 continuó creciendo, pero a un ritmo más lento, y desde la década de 2000 ha mostrado cierta disminución. El cristianismo es especialmente dominante en el oeste del país, incluyendo Seúl, Incheon y las regiones de Gyeonggi y Honam. La fe cristiana en Corea del Sur está dominada por cuatro denominaciones: presbiterianismo (장로교 pronunciado Jangnogyo), metodismo (감리교 pronunciado Gamnigyo), bautistas (침례교 pronunciado Chimnyegyo) y catolicismo. La Iglesia del Evangelio Pleno de Yoido es la iglesia pentecostal más grande del país. Algunas iglesias no denominacionales también existen. Los católicos coreanos aún siguen el rito jesa (ritos ancestrales); la tradición coreana es muy diferente de la adoración ancestral religiosa institucional que se encuentra en China y Japón y puede integrarse fácilmente como elemento accesorio del cristianismo. Los ortodoxos y protestantes, por el contrario, han abandonado por completo la práctica.
Las iglesias de paz no han ganado un fuerte punto de apoyo en la península. El pensamiento cuáquero atrajo brevemente a seguidores nacionales a fines del siglo xx, gracias al liderazgo de Ham Seok-heon. Sin embargo, después de la muerte de Ham, el interés en el cuáquerismo disminuyó. El estado del unitarismo es similar.
La Iglesia de Jesucristo de los Santos de los Últimos Días en Corea del Sur se estableció después del bautismo de Kim Ho Jik en 1951. Al estudiar nutrición en Cornell, conoció a un miembro de su fe, Oliver Wyman, y se impresionó con su doctrina. Al unirse a la iglesia y completar su licenciatura, Kim viajó a Corea del Sur, comenzó las traducciones de materiales y ayudó a la iglesia a obtener el reconocimiento oficial.
A partir de 2012 había 81,628 mormones y un templo en Seúl, cuatro misiones (Seúl, Daejeon, Busan y Seúl Sur), 128 congregaciones y veinticuatro centros de historia familiar.
Otra religión importante en Corea del Sur es la Iglesia Adventista del séptimo día, (제칠일안식일예수재림교회, jechil il ansig-il yesu jaelim gyohoe)  En mayo de 1904, Eung-Hyeon Lee, esperando un barco en Kobe, Japón a Hawai, escuchó el Evangelio de Hideo Kuniya, un evangelista del sábado de Kobe, y se convirtió en el primer adventista coreano. Después de eso, Son Heung-jo conoció a Im Gye-ni abordó y evangelizó mientras regresaba a Corea porque no podía preparar los procedimientos de inmigración. 
Aquellos que no estaban familiarizados con la tradición del sábado invitaron inicialmente a un evangelista japonés Kuniya para ayudar en la evangelización, y en el verano de 1904, el pastor F. W. Field, el jefe de la misión japonesa, visitó Corea. Bautizó a 71 personas y luego se establecieron cuatro iglesias en Yonggang, Gangseo y Pyongan del Sur.
Actualmente hay más de 950 iglesias, 1 Universidad, 5 hospitales y 500.000 miembros bautizados de la Iglesia Adventista del Séptimo Día en todo el país, representando el 5% de los cristianos del país.
Desde marzo de 2017, se ha abierto una carpa en la estación de Seúl y se han celebrado reuniones religiosas para las personas sin hogar y los pobres urbanos.
La Iglesia de la Unificación (통일교 Tongilgyo) es un nuevo movimiento religioso fundado en Corea del Sur en 1954 por Sun Myung Moon, que ha financiado muchas organizaciones y negocios en los medios de comunicación, educación, política y activismo social. En 2003, los miembros de la Iglesia de Unificación de Corea comenzaron un partido político llamado "El Partido de Dios, la Paz, la Unificación y el Hogar".
La Iglesia de Dios Sociedad Misionera Mundial y el Altar de la Victoria son otros nuevos movimientos religiosos coreanos que se originaron dentro del cristianismo adventista.
Los misioneros cristianos ortodoxos ingresaron a Corea desde Rusia en 1900. En 1903 se estableció la primera iglesia ortodoxa oriental en Corea. Sin embargo, la Guerra Ruso-Japonesa de 1904 y la Revolución rusa de 1917 interrumpieron las actividades de la misión. Después de que el ejército norcoreano secuestrara al único sacerdote ortodoxo de Corea en ese momento, el padre Alexi Kim, al comienzo de la Guerra de Corea en 1950, y después de que el edificio de la Iglesia de San Nicolás fuera destruido por el bombardeo de Seúl en 1951, el pequeño grupo de fieles ortodoxos corría el riesgo de ser aniquilado. En 1955, los fieles ortodoxos de Corea escribieron una carta al Santo Sínodo del Patriarcado Ecuménico de Constantinopla pidiendo quedar bajo el cuidado espiritual y la jurisdicción del Patriarcado Ecuménico. Su solicitud fue concedida y el desarrollo y crecimiento de la Iglesia en Corea comenzó a acelerarse. Hoy, los aproximadamente 5.000 fieles ortodoxos de Corea permanecen bajo el Patriarcado Ecuménico de Constantinopla, cuyo Santo Sínodo elevó a la floreciente Iglesia de Corea en 2004 al estatus de "Metrópolis". La Iglesia copta ortodoxa no calcedonia de Alejandría se estableció por primera vez en Seúl en 2013 para coptos egipcios y etíopes que residen en Corea del Sur.

### Budismo
El budismo (불교/佛敎 Bulgyo) entró a Corea desde China durante el período de los tres reinos (372, or the 4th century). El budismo fue la religión dominante y tuvo influencia cultural en el período de los Estados del Norte y del Sur (698–926) y el subsecuente Estado de Goryeo (918-1392). El confucianismo también llegó a Corea desde China en los primeros siglos de la era cristiana y derivó como confucianismo coreano en Goryeo. Sin embargo, fue solo durante la dinastía Joseon (1392–1910) que el confucianismo coreano fue establecido como la ideología y religión oficiales y el budismo estuvo bajo 500 años de supresión. El budismo en la actual Corea del Sur predomina en el este del país, especialmente las regiones de Yeongnam y Gangwon, asi como Jeju.
Hay un número de diferentes escuelas en el budismo coreano (대한불교/大韓佛敎 Daehanbulgyo), incluyendo la Seon (Zen coreano). La mayoría de los templos budistas pertenecen a la Orden de Jogye, tradicionalmente relacionada con la escuela Seon. La sede de la orden es el templo Jogyesa en el centro de Seúl, y administra muchos de los templos antiguos y famosos como Bulguksa y Beomeosa.
Otras tradiciones en Corea del Sur incluyen las ramas "Taego" y "Cheontae". Taego es una forma de Seon (Zen), mientras la Choentae es forma moderna de la rama Tiantai en Corea, enfocada en la Sutra del loto. Otra rama, la Orden de Jingak, es una forma del Vajrayana. Las ordenes de Jogye y Cheontae exigen el celibato a sus monjes, mientras que las ordenes de Taego y Jingak permiten el matrimonio de los sacerdotes.
| Escuelas                       | Templos   |
| Jogye Order (조계종/曹溪宗)    | 735 (81%) |
| Cheontae Order (천태종/天台宗) | 144 (16%) |
| Taego Order (태고종/太古宗)    | 102 (11%) |
| Beobhwa Order (법화종/法華宗)  | 22 (2%)   |
| Seonhag-won (선학원/禪學院)    | 16 (2%)   |
| Wonhyo Order (원효종/元曉宗)   | 5 (1%)    |
| Otras                          | 27 (3%)   |

#### Budismo Won
El budismo Won (원불교/圓佛敎 Wonbulgyo) es un budismo reformado moderno que busca hacer posible la iluminación para todos y aplicable a la vida normal. Las escrituras y las prácticas se simplifican para que cualquiera, independientemente de su riqueza, ocupación u otras condiciones externas de vida, pueda comprenderlas.

#### La influencia sincrética del budismo en la cultura de Corea
Según una encuesta del gobierno de 2005, una cuarta parte de los surcoreanos practican el budismo.  Sin embargo, el número real de budistas en Corea del Sur es ambiguo ya que no existe un criterio exacto o exclusivo por el cual los budistas puedan ser identificados, a diferencia de la población cristiana. Con la incorporación del budismo a la cultura tradicional coreana, ahora se considera una filosofía y un trasfondo cultural en lugar de una religión formal. Como resultado, muchas personas fuera de la población practicante están profundamente influenciadas por estas tradiciones. Por lo tanto, cuando se cuentan los creyentes seculares o aquellos influenciados por la fe sin seguir otras religiones, se considera que el número de budistas en Corea del Sur es mucho mayor. De manera similar, en Corea del Norte oficialmente atea, mientras que los budistas representan oficialmente el 4,5% de la población, un número mucho mayor de la población (más del 70%) está influenciado por las filosofías y costumbres budistas.

## Religiones indígenas

### Chamanismo coreano

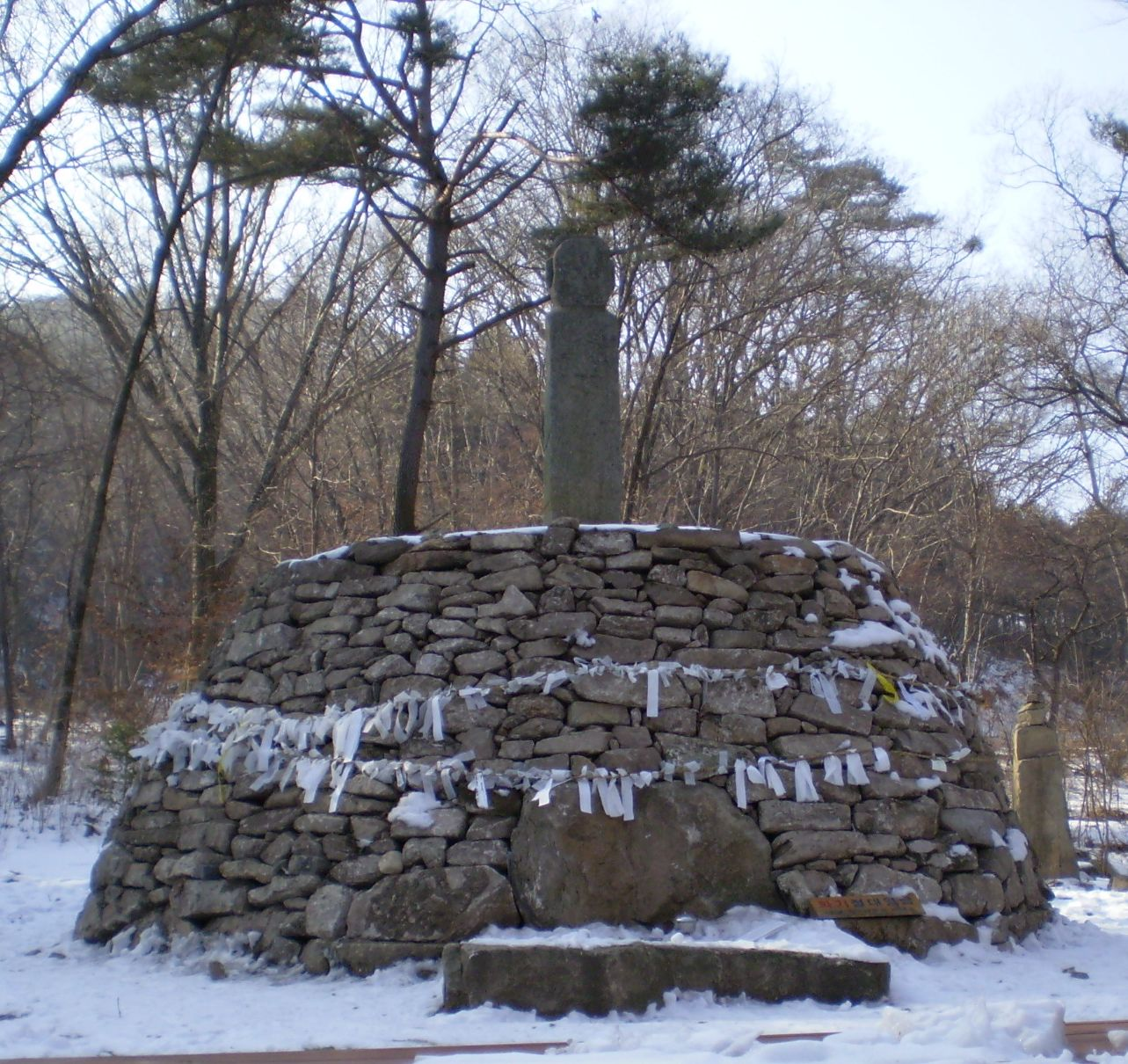
Santuario Chaekbawi en Mungyeong Saejae.

El chamanismo coreano, también conocido como "Muísmo" (무교 Mugyo, " religión mu [chamán]") [63] y "Sindo" (신도) o "Sinismo" (신교 Singyo "Camino de los Dioses") es la religión nativa coreana. Aunque se usan como sinónimos, los dos términos no son idénticos: Jung Young Lee describe el muísmo como una forma de sindo, la tradición chamánica dentro de la religión. Particularmente similar al sintoísmo de Japón, a diferencia de éste y de los sistemas religiosos de China, el sindo coreano nunca se convirtió en una cultura religiosa nacional.
En el idioma coreano contemporáneo, el chamán-sacerdote o mu (hanja:巫) se conoce como mudang (Hangul: 무당, hanja:巫 堂) si es mujer o baksu si es hombre, aunque se utilizan otros nombres y locuciones. Mu "chamán" coreano es sinónimo de wu chino, que define a los sacerdotes tanto hombres como mujeres. El papel del mudang es actuar como intermediario entre los espíritus o dioses y la gente, a través del gut (ritual), buscando resolver problemas en los patrones de desarrollo de la vida humana.
Es fundamental la interacción con Haneullim o Hwanin, que significa "fuente de todo ser", y de todos los dioses de la naturaleza, el dios supremo o la mente suprema. Los mu se describen míticamente como descendientes del "Rey celestial", hijo de la "Madre [del Rey celestial]", con investidura a menudo transmitida a través del linaje principesco femenino. Sin embargo, otros mitos vinculan la herencia de la fe tradicional a Dangun, hijo varón del Rey Celestial y fundador de la nación coreana.
Además del sintoísmo japonés, la religión coreana también tiene similitudes con el chamanismo chino, y es similar a las tradiciones religiosas de Siberia, Mongolia y Manchuria. Algunos estudios rastrean al dios ancestral coreano Dangun hasta el "Cielo" Ural-Altaico Tengri, el chamán y el príncipe. En los dialectos de algunas provincias de Corea, el chamán se llama dangul dangul-ari. El mudang es similar al miko japonés y al yuta Ryukyuan. El muísmo ha ejercido una influencia en algunas nuevas religiones coreanas, como el chondoísmo y el jeungsanismo. Según varios estudios sociológicos, el tipo de cristianismo de Corea debe gran parte de su éxito al chamanismo nativo, que proporcionó una mentalidad agradable y modelos para que la religión echara raíces.
En la década de 1890, las últimos años del reino de Joseon, los misioneros protestantes ganaron una influencia significativa y lideraron una demonización de la religión nativa a través de la prensa, e incluso llevaron a cabo campañas de represión física de los cultos locales. El discurso protestante habría tenido una influencia en todos los intentos posteriores de desarraigar la religión nativa. El "movimiento para destruir el sindo" llevado a cabo en Corea del Sur en las décadas de 1970 y 1980, destruyó gran parte de la herencia física de la religión coreana (templos y santuarios), especialmente durante el régimen del presidente Park Chung-hee. Ha habido un resurgimiento del chamanismo en Corea del Sur en los últimos tiempos.

### Cheondoísmo
El cheondoísmo o chondoísmo (천도교 Cheondogyo) es una tradición religiosa fundamentalmente confuciana derivada del sinismo indígena. Es la dimensión religiosa del movimiento Donghak ("Aprendizaje Oriental") que fue fundado por Choe Je-u (1824-1864), un miembro de una familia yangban (aristocrática) empobrecida, en 1860 como contrafuerza al surgimiento de las "religiones extranjeras", que, en su opinión, incluían el budismo y el cristianismo (parte de Seohak, la ola de influencia occidental que penetró en la vida coreana a fines del siglo XIX). Choe Je-u fundó el cheondoísmo después de haber sido supuestamente curado de una enfermedad por una experiencia de Sangje o Haneullim, el dios del Cielo universal en el chamanismo tradicional.
El movimiento Donghak se volvió tan influyente entre la gente común que en 1864 el gobierno de Joseon condenó a muerte a Choe Je-u. El movimiento creció y en 1894 los miembros hicieron la Revolución Campesina Donghak contra el gobierno real. Con la división de Corea en 1945, la mayor parte de la comunidad cheondoísta permaneció en el norte, donde vivía la mayoría de ellos.  Actualmente, solo quedan unos pocos miles en Corea del Sur.
La importancia social e histórica del movimiento Donghak y el cheondoísmo se ha ignorado en gran medida en Corea del Sur, a diferencia de Corea del Norte, donde el cheondoísmo se ve positivamente como un movimiento popular (minjung).

### Otras sectas
Aparte del cheondoísmo hay otras sectas basadas en la religión nativa que fueron fundadas entre finales del siglo 19 y las primeras décadas del siglo 20. Ellas incluyen el daejongismo (대종교 Daejonggyo), que tiene como su credo principal el culto de Dangun, el legendario fundador de Gojoseon, considerado el primer proto-reino coreano; y una secta separada del cheondoísmo: el suunismo.
El jeungsanismo (증산교 Jeungsangyo)  define una familia de religiones fundada a principios del siglo 20 que enfatizan las prácticas mágicas y las enseñanzas milenarias de Kang Jeungsan (Gang Il-Sun). Hay más de cien "religiones Jeungsan", incluido el ya desaparecido bocheonismo: la más grande en Corea es actualmente el Daesun Jinrihoe (대순진리회), una rama del aun existente Taegeukdo (태극도), mientras que el jeungismo o jeungsando (증산도) es la más activa en el extranjero.
También hay una serie de pequeñas sectas religiosas, que han surgido alrededor de Gyeryongsan ("Montaña Gallo-Dragón", una de las áreas más sagradas de Corea) en la provincia de Chungcheong del Sur, el supuesto futuro lugar de la fundación de una nueva dinastía originalmente. profetizada en el siglo XVIII (o antes). El tenriismo japonés (천리교 Cheonligyo) también afirma tener miles de miembros surcoreanos.
Según Andrew Eungi Kim, hubo un aumento de nuevos movimientos religiosos a fines del siglo XX que representan alrededor del 10 % de todas las iglesias en Corea del Sur. Según Kim, este es el resultado de invasiones extranjeras, así como puntos de vista conflictivos sobre cuestiones sociales y políticas. Muchos de los nuevos movimientos religiosos son de carácter sincrético.

## Otras religiones

### Bahaísmo
El bahaísmo fue introducido en Corea por la estadounidense Agnes Baldwin Alexander.

### Confucianismo
Solo unos pocos surcoreanos contemporáneos se identifican como seguidores del confucianismo (유교 Yugyo). Los intelectuales coreanos desarrollaron históricamente un confucianismo coreano distinto. Sin embargo, con el fin del estado de Joseon y la mengua de la influencia china en los siglos XIX y XX, se abandonó el confucianismo. La influencia del pensamiento ético confuciano sigue siendo fuerte en otras prácticas religiosas y en la cultura coreana en general. Los rituales confucianos todavía se practican en varias épocas del año. Los más destacados son los ritos anuales que se celebran en el Munmyo o Santuario de Confucio en Seúl. Otros ritos, por ejemplo los que se hacen en honor a los fundadores de clanes, se llevan a cabo en santuarios que se encuentran en todo el país.

### Hinduismo
El hinduismo (힌두교 Hindugyo) se practica entre la pequeña comunidad migrante de India, Nepal y Bali en Corea del Sur. Sin embargo, tradiciones hindúes como el yoga y el vedanta han despertado el interés de los jóvenes surcoreanos. Entre los templos hindúes en Corea se incluyen el Sri Radha Shyamasundar Mandir en el centro de Seúl, el templo Sri Lakshmi Narayanan en el área metropolitana de Seúl, el Himalayan Meditation and Yoga Sadhana Mandir en Seocho, Seúl, y el templo Sri Sri Radha Krishna en Uijeongbu, a 20 kilómetros de distancia de Seúl.

### Islam
El Islam (이슬람교 Iseullamgyo) en Corea del Sur está representado por una comunidad de aproximadamente 40.000 musulmanes, compuesta principalmente por personas que se convirtieron durante la Guerra de Corea y sus descendientes, sin incluir a los trabajadores migrantes del sur y sudeste de Asia. La mezquita más grande es la Mezquita Central de Seúl en el distrito de Itaewon de Seúl; se pueden encontrar mezquitas más pequeñas en la mayoría de las principales ciudades del país. Hay alrededor de cien mil trabajadores extranjeros de países musulmanes, particularmente indonesios, malasios, paquistaníes y bangladesíes.

### Sijismo
Los sijs han estado en Corea del Sur durante 50 años. El primer gurdwara de Corea del Sur se estableció en 2001. Hay alrededor de 550 sijs en Corea del Sur, ahora recientemente a los sijs en el sur se les permitió adquirir la ciudadanía surcoreana.